# Templo mortuário

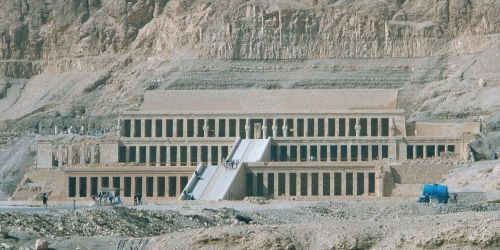
Templo Mortuário de Hatshepsut.

Templos mortuários ou funerários eram templos construídos ao lado ou nas proximidades das sepulturas reais no Egito Antigo. Estes templos eram destinados a comemorar o reinado do faraó para o qual foram construídas, bem como para serem usados para o culto do monarca após a sua morte.

## História
Templos mortuários eram construídos em volta de pirâmides durante o Império Antigo e Médio, porém depois que os faraós do Império Novo passaram a construir suas tumbas no Vale dos Reis, os templos mortuários começaram a ser construídos separadamente. Estes templos do Império Novo eram chamados de "mansões de milhões de anos" pelos egípcios.
Estes templos também eram usados como local de descanso para a barca de Amon no período do Belo Festival do Vale, durante o qual a estátua de culto do deus visitava a margem ocidental de Tebas.
O primeiro templo foi construído para Amenófis I, da 18ª Dinastia. Diversos outros governantes desta mesma dinastia construíram templos para o mesmo propósito, dos quais o mais conhecido era o de Deir Elbari, onde Hatexepsute construiu ao lado do templo funerário de Mentuotepe II, e o de Amenófis III, do qual restam apenas os Colossos de Mêmnon.
Governantes posteriores à 18ª Dinastia deixaram de construir no local ou, no caso de Tutancâmon, Aí e Horemebe, a construção de seus templos não chegou a ser concluída. O monarca Seti I, da 19ª Dinastia, construiu seu templo na região conhecida atualmente como Gurna. Parte do seu "Templo glorioso de Seti Meremptah no campo de Amon que reside a oeste de Tebas" foi dedicado a seu pai, Ramessés I, cujo curto reinado impossibilitou-o de concluir seu próprio templo - concluído por seu filho, Ramessés II.
Ramessés II construiu seu próprio templo, conhecido posteriormente como Ramesseum (nome dado a ele por Champollion em 1829). Bem mais tarde, durante a 20ª Dinastia, Ramessés III construiu seu próprio templo, em Medinet Habu.